# Liste der Kulturdenkmäler in Dörsdorf
In der Liste der Kulturdenkmäler in Dörsdorf sind alle Kulturdenkmäler der rheinland-pfälzischen Ortsgemeinde Dörsdorf aufgeführt. Grundlage ist die Denkmalliste des Landes Rheinland-Pfalz (Stand: 8. Dezember 2023).

## Einzeldenkmäler
| Bezeichnung              | Lage               | Baujahr    | Beschreibung | Bild            |
| ------------------------ | ------------------ | ---------- | --- | --------------- |
| Wohnhaus                 | Hauptstraße 2 Lage | um 1900/10 | villenartiges Wohnhaus, teilweise Fachwerk, um 1900/10; Gesamtanlage mit Stallgebäude und Garten mit bauzeitlicher Einfriedung | Fotos hochladen |
| Evangelische Pfarrkirche | Schulstraße Lage   | 1748       | Saalbau, wohl von 1748; Gesamtanlage mit Pfarrhaus (Schulstraße 2), um 1900, und älterem Wirtschaftsgebäude                    | Fotos hochladen |